# Sacri Cuori di Gesù e Maria

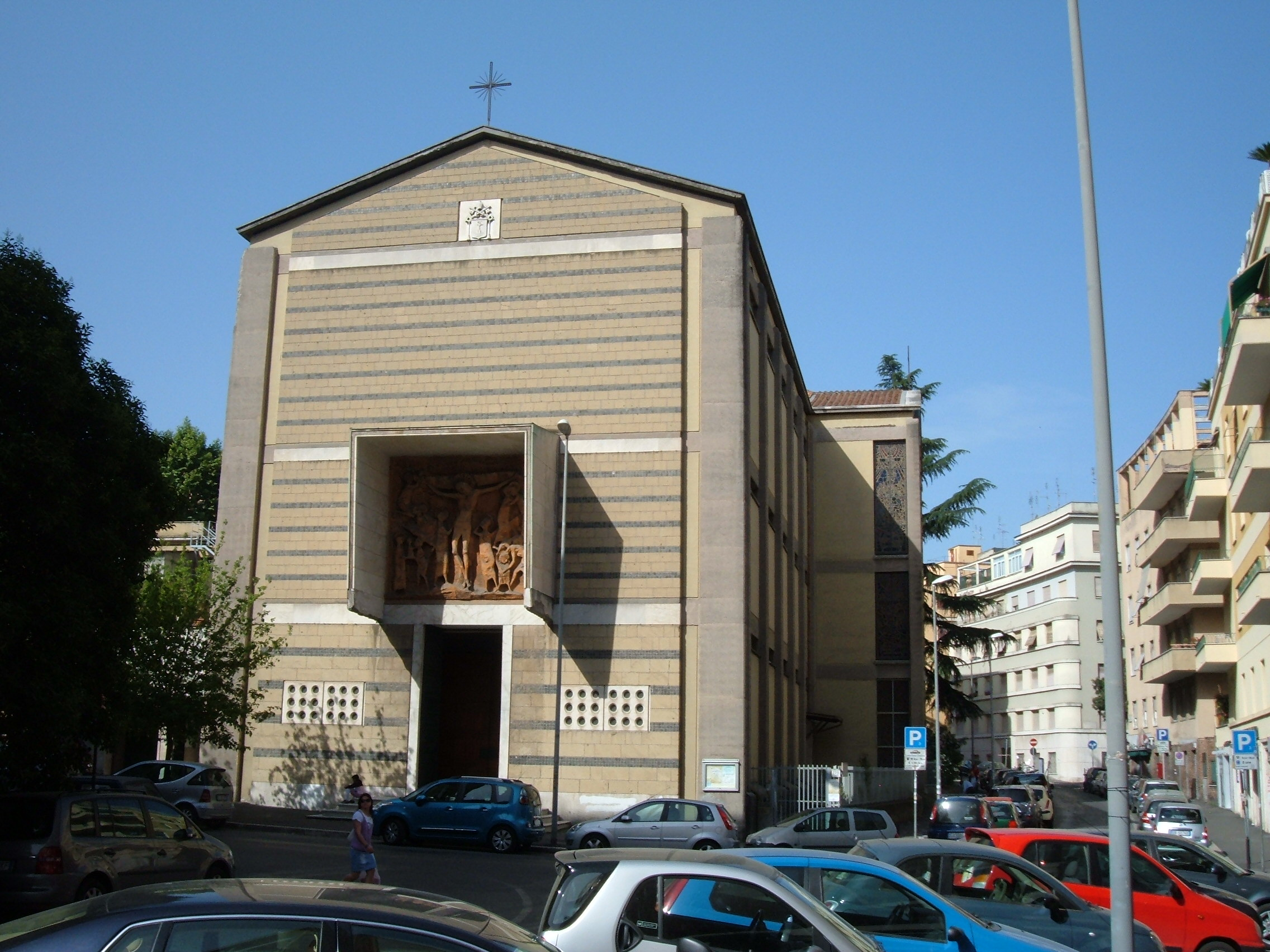
Vista da fachada.

Sacri Cuori di Gesù e Maria é uma igreja titular de Roma localizada na esquina da Via Magliano Sabina com a Via Monte delle Gioie, no quartiere Trieste. É dedicada ao Sagrado Coração de Jesus e ao Sagrado Coração de Maria. O cardeal-presbítero protetor do título cardinalício dos Sagrados Corações de Jesus e Maria em Tor Fiorenza é Edoardo Menichelli, arcebispo de Ancona-Osimo, na Itália.

## História
Esta igreja foi construída durante a década de 1950 com base num projeto dos arquitetos Mario Paniconi e Giulio Pediconi e consagrada em 1957 pelo arcebispo Luigi Traglia, vice-regente da Diocese de Roma, em 18 de março de 1957. A igreja é sede de uma paróquia homônima, instituída em 13 de julho de 1950 através do decreto "Universo gregi", do cardeal-vigário Francesco Marchetti Selvaggiani. Em 17 de maio de 1985, ela recebeu uma visita do papa São João Paulo II. Em 14 de fevereiro de 2015, o papa Francisco a elevou a sede do título cardinalício dos Sagrados Corações de Jesus e Maria em Tor Fiorenza.

## Descrição
A fachada da igreja é simples, em tijolos aparentes e subdividida em tês ordens separadas por faixas horizontais em travertino. Característico é o prótiro estilizado com uma obra em terracota no fundo, obra de Alfio Castelli, representando a "Crucificação". Acima, na fachada, está o brasão do papa Pio XII.
O interior se apresenta numa nave única e uma planta no formato de uma cruz latina. Característico é o teto com treliças em concreto armado. Na abside, sobre o moderno sacrário, está um mosaico colorido, "Jesus e Maria mostrando seus Corações". O altar-mor, assim como o ambão, é recente e ostenta um vistoso estilo moderno. A Via Crúcis, com painéis afixados nas paredes, é de Sergio Marcelli.